# Gobierno de José Balta
El gobierno de José Balta en el Perú se inició el 2 de agosto de 1868 y debió terminar el 2 de agosto de 1872, fecha programada para el cambio de gobierno en favor del presidente electo, Manuel Pardo y Lavalle. Sin embargo, fue derrocado y apresado el 22 de julio por los coroneles Gutiérrez, permaneciendo cautivo hasta el 26 de julio, día en el que fue asesinado.
Hechos resaltantes del gobierno de Balta fueron: la firma del Contrato Dreyfus para la explotación del guano; el endeudamiento del país a través de grandes empréstitos para iniciar un ambicioso programa de construcción de obras públicas, entre ellos los ferrocarriles de penetración de la costa a la sierra; el progreso urbano de la capital del Perú, Lima, cuyo expansión empezó con el derrumbe de las viejas murallas coloniales; la realización de obras públicas en provincias, como la dotación de agua potable a Pisco, la ampliación del canal de Uchusuma en Tacna, la extensión de las vías telegráficas a las capitales de los departamentos, etc. 
En el plano internacional, Balta apoyó al pueblo cubano en su lucha por su independencia, y enfrentó un incidente fronterizo con Bolivia. En cuanto a la defensa, se preocupó por la operatividad de la Marina de Guerra e inició las negociaciones para adquirir dos buques acorazados que debían contrarrestar a los que había mandado construir Chile, pero su sucesor, el civilista Manuel Pardo y Lavalle, anuló dicha negociación, y aún más, descuidó totalmente a las fuerzas armadas, siguiendo su ideología antimilitarista.

## Biografía de José Balta
José Toribio Balta y Montero nació el 26 de abril de 1814 en la ciudad de Lima, siendo el menor de los seis hijos de Juan Balta Brú y Agustina Montero Casafranca y de Torre. Como sus hermanos, Juan Francisco y Pedro, siguió la carrera militar, graduándose en 1833 con el grado de subteniente. Desde ese momento su participación en las campañas militares fue notoria, alistándose en defensa del Perú contra Andrés de Santa Cruz. Posteriormente defendió con ímpetu la posición del general Juan Crisóstomo Torrico y luego a José Rufino Echenique frente a Ramón Castilla, denotando su apego al oficialismo pero ante todo a la legalidad. Como consecuencia de su buen desempeño, su carrera fue en ascenso. Recibió diversas condecoraciones como las medallas de Áncash, del Destierro y la de Restauradores de la Patria. No obstante, su apego por la legalidad le costó la simpatía de algunos gobernantes entre ellos Ramón Castilla, quien lo destituyó en 1853 junto con otros militares que habían apoyado a Echenique. Por este motivo, José Balta permaneció sin figurar en los mandos militares hasta 1863, año en que se vio obligado a volver a la actividad frente a la inadecuada reacción del gobierno de Juan Antonio Pezet (el primer vicepresidente que había sucedido al fallecido presidente Miguel de San Román) ante la ocupación española de las islas guaneras de Chincha y más aún, en rechazo al tratado Vivanco-Pareja, incursión que dio pie al contexto previo del ascenso de Balta a la presidencia de la República.

## Coyuntura previa
La aparición política de José Balta se remonta a los sucesos políticos de 1865, en el contexto de la guerra contra España.

### El conflicto con España y la revolución de 1865
El Tratado de Vivanco-Pareja daba fin al conflicto en mérito al compromiso de los españoles de desocupar las islas Chincha, pero a cambio, el gobierno peruano se comprometía a pagar a España una fuerte indemnización por los gastos de la flota española. El conocimiento de este tratado (que no fue aprobado por el Congreso) dio inicio a sublevaciones tanto en el norte como en el sur del Perú, pues la ciudadanía consideró una afrenta a la dignidad nacional. Por el Sur, en Arequipa, el prefecto, coronel Mariano Ignacio Prado, encabezó la reacción popular, insurgencia que llegó hasta Tacna, Moquegua y Puno. Por el Norte, la proclama de sublevación llegó desde Chiclayo con el coronel José Balta como líder, quien asumió el mando de Cajamarca y La Libertad.
Se conformó una delegación revolucionaria con el coronel Prado como comandante y jefe del ejército restaurador; el coronel Balta como segundo comandante; y el general Pedro Diez Canseco como jefe político (este último era el segundo vicepresidente electo en 1862, y por tanto llamado a ser el sucesor constitucional de Pezet, en caso de que este no pudiera culminar su gobierno). 
Pronto, con la capital rodeada por el avance progresivo de las tropas revolucionarias, Prado declaró la vacancia del puesto de presidente del general Pezet. Una vez sitiada Lima, las tropas del gobierno capitularon y se dio por terminada la sublevación, asumiendo el 9 de noviembre de 1865 la presidencia de la República el general Pedro Diez Canseco, con Balta como ministro de Guerra y Marina. 
El nuevo gobierno convocó a elecciones para 1866. Diez Canseco creía que un gobierno representativo sería la mejor solución para los conflictos planteados pero surgieron opiniones en desacuerdo. Pocos días después, en un mitin celebrado en la Plaza de Armas se propuso implantar una dictadura.

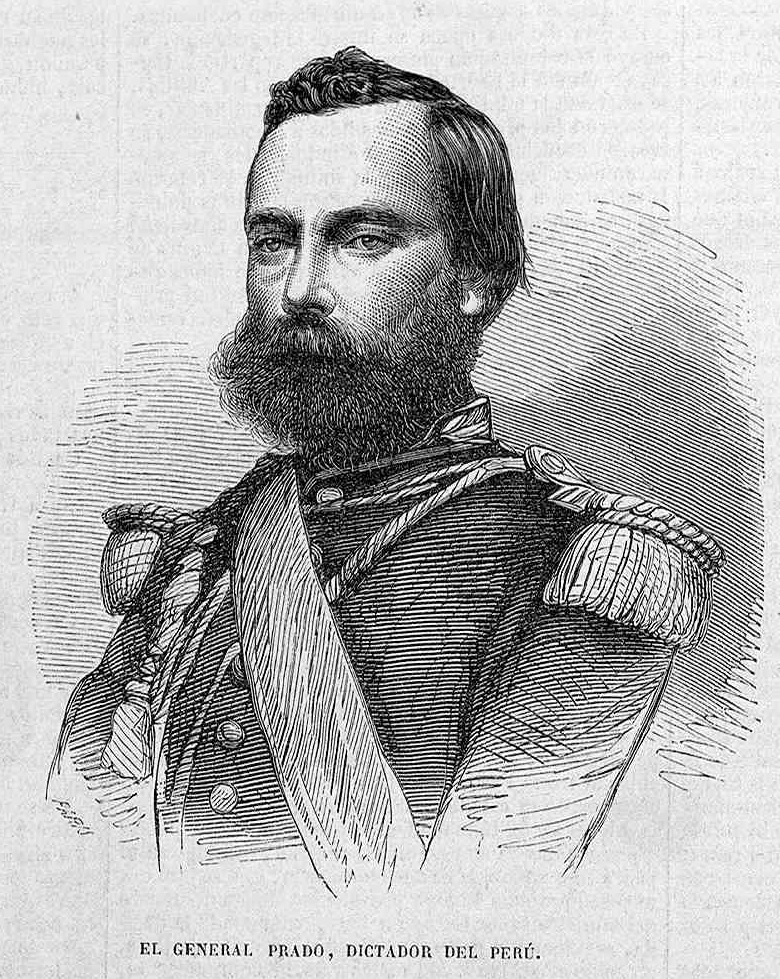
El general Mariano Ignacio Prado, dictador del Perú.

El coronel Prado y el ejército manifestaron su adhesión a la propuesta dictatorial. Sin embargo, el presidente Diez Canseco no aprobó tal medida, aunque terminó resignando el mando supremo en favor de Mariano Ignacio Prado. Este, ya consolidado en el poder consideró como su principal misión la guerra a España, buscando el apoyo continental. Chile, que ya se encontraba en guerra con España, firmó con el Perú un tratado de solidaridad en la acción defensiva y ofensiva, y a los que se adhirieron más tarde otros países latinoamericanos, por el que se comprometían a actuar conjuntamente. 
Finalmente, el 2 de mayo de 1866, en un conflicto desigual librado en el Callao, el Perú venció a la armada española, aunque la versión española dice que los marinos españoles cumplieron su plan de someter a las defensas peruanas, tras lo cual, se retiraron. Lo cierto es que la flota española se retiró para no volver más y el Perú desde entonces celebra el Combate del Dos de Mayo como una de sus triunfos más emblemáticos.

### La dictadura de Prado y la guerra civil de 1867
Una vez terminada la jornada del Dos de Mayo, se ejecutaron medidas económicas para enfrentar la crítica situación de la Hacienda Pública afectada por la guerra y se convocaron a elecciones generales para presidente y vicepresidente de la República. Fue este contexto en el que surgió por primera vez la candidatura presidencial del coronel José Balta, apoyada por cierto sector de intelectuales criollos organizados en el periódico El Constitucional, dirigido por Ricardo Palma y Carlos Augusto Salaverry. José Balta no aceptó entonces dicha propuesta de candidatura.
Las elecciones concluyeron dando como ganador al coronel Mariano Ignacio Prado, proclamado como presidente provisorio por el Congreso en pleno en febrero de 1867. Ese mismo año se promulgó la Constitución Política. Cabe anotar la tendencia liberal de esta suprema carta política, lo que generó el rechazo de la sociedad de la época, que era más conservadora. Este rechazo se avivó con la resistencia de la Asamblea Constituyente por permanecer en funciones pese a que la Carta ya había entrado en vigor. A esto se sumó las fricciones que tenía con el gobierno la Constituyente. Nuevamente, la rebelión se personificó en la figura del general Pedro Diez Canseco, que se alzó en armas en Arequipa, declarando vigente la anterior Constitución de 1860. 
El coronel José Balta secundó la proclama al levantarse en la ciudad de Trujillo. La lucha fue severa pero la revolución terminó triunfante. José Balta se embarcó a Lima donde fue bien recibido por la población.
Restaurado el gobierno constitucional a partir del 22 de enero de 1868, ascendió al poder el general Pedro Diez Canseco, por ser el segundo vicepresidente electo en 1862, asumiendo el título de presidente interino. El presidente Diez Canseco retrotrajo la situación legal vigente a la Constitución de 1860, dejando sin efecto la recién promulgada Constitución como también las leyes promulgadas por Prado. Además, convocó el 7 de febrero de 1868 a los colegios electorales para la elección de presidentes y vicepresidentes. Se trataba pues, de una elección indirecta, en la que participó el coronel José Balta.

## La elección presidencial de Balta

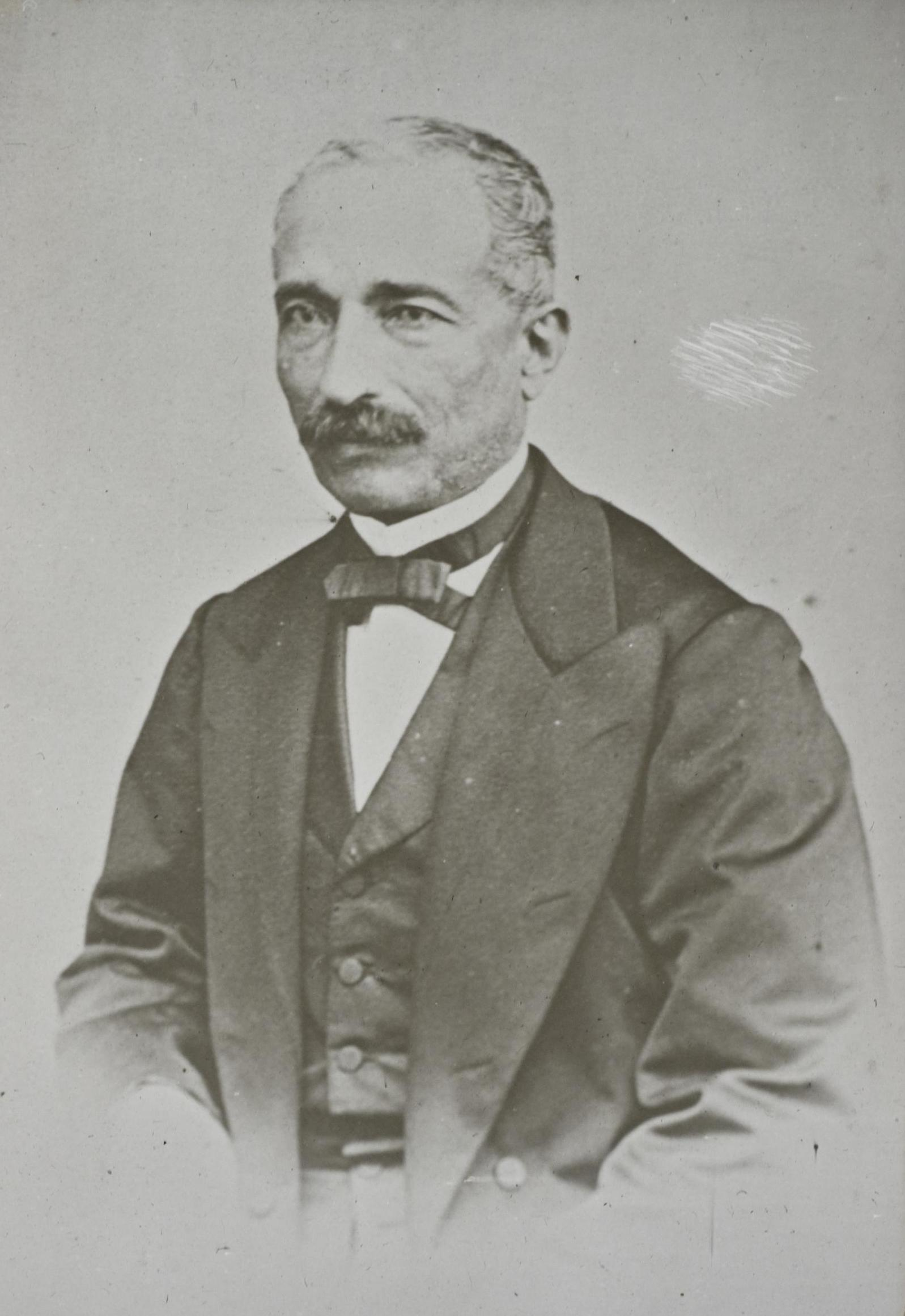
José Balta, presidente del Perú.

### La candidatura presidencial de Balta
La candidatura de Balta fue apoyada desde su inicio por los vocales de la Corte Superior: Miguel del Carpio y Melgar y Juan Antonio Ribeyro, mientras que la prensa difundía las proclamas en favor de su postulación a la presidencia, recordando nuevamente su carrera militar y su compromiso comprobado con el país. A esto se sumaron manifestaciones públicas a favor de la misma.
Balta expresó su aceptación una semana después. En sus discursos demostró preocupación por la reconciliación de los peruanos, la tolerancia entre partidos, y la libertad de prensa. Su programa de gobierno adoptó planteamientos tradicionales como el respeto a los derechos de la iglesia, la implementación de la regularidad y el orden en el aspecto público haciendo referencia al sistema burocrático.

### Proceso electoral

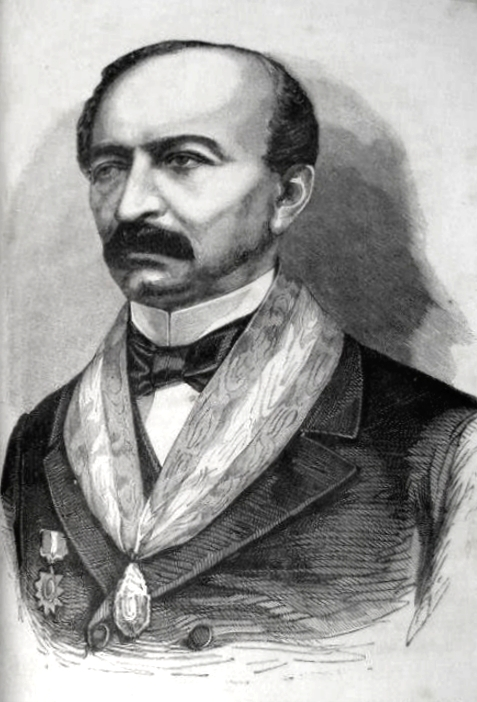
El magistrado Manuel Toribio Ureta, fue el rival de Balta en las elecciones de 1868.

Además de José Balta, se presentaron dos candidatos civiles a la Presidencia: Manuel Toribio Ureta y Manuel Costas. Manuel Toribio Ureta, ex-parlamentario liberal y Fiscal de la Corte Suprema, fue presentado como candidato por el sector más progresista de la ciudadanía de clase media, atraídos por sus ideas liberales. Se organizaron en favor de esta candidatura los llamados “Clubes Cívicos”, que fueron el antecedente de la Sociedad Independencia Electoral fundada en 1871, que a la vez fue el germen del Partido Civil, que tanta trascendencia tendría en la política peruana.
Según Basadre la candidatura de Ureta representó el antimilitarismo naciente. Por otro lado, Manuel Costas, el tercero en disputa, era un político de gran recepción en el sur del país.
En el sistema indirecto electoral de 1868, no se elegía al Presidente directamente sino que se elegía primero a los ciudadanos que debían conformar los colegios electorales; estos eran los que con posterioridad elegían al mandatario. En la primera etapa de las elecciones o elección de colegios electorales, efectuada el 1 de abril, hubo violencia de parte de los partidarios de Balta hacia los de Ureta, según registra Basadre.
El resultado de la elección dio como ganador a José Balta con notable ventaja. Del universo de votos válidos que sumaban 3864, 3168 favorecieron a Balta; 153 a Ureta, y 384 a Manuel Costas; este último tuvo gran acogida en Puno y Cusco.
El Congreso, que por entonces era bicameral, cumplió con sancionar la elección de José Balta, quien asumió la Presidencia de la República el 2 de agosto de 1868.
Aunque se entiende la victoria de Balta como una consecuencia de su prestigio militar, ayudó también el contexto no propicio a las ideas liberales, y el apoyo de la plutocracia, así como de los círculos selectos de intelectuales, a su candidatura. Se debe también tener en cuenta la poca oferta de candidatos aptos para esa elección.

## Aspecto político

### Autoridades

#### Vicepresidente
El Congreso se encargó de elegir al primer vicepresidente,  de entre los candidatos Mariano Herencia-Zevallos y el general Ramón López Lavalle, optando por el primero. Y como segundo vicepresidente, proclamó al coronel Francisco Diez Canseco.

#### Ministros

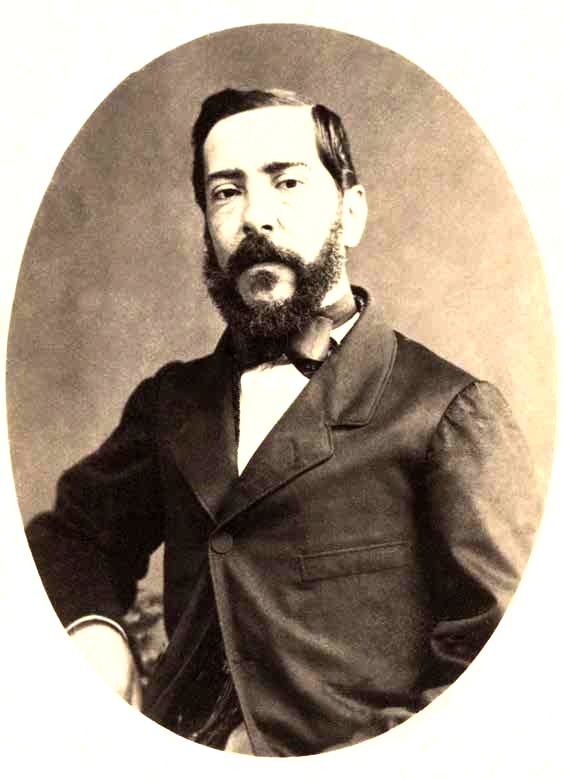
Pedro Gálvez, como ministro de Gobierno, presidió el primer gabinete ministerial del gobierno de Balta.

La percepción de Balta como un gobernante desafecto de orientaciones políticas es parte de una apreciación prematura. La constitución de su primer gabinete de ministros representa, a primera vista, la apuesta hacia el diálogo y la cooperación entre miembros de distintas orientaciones.
Sin embargo, Basadre menciona que el primer gabinete fue resultado de una designación apresurada, y es más, que la participación de algunos de sus miembros no fue querida en un primer momento. En general, los gabinetes de Balta parecen haber tenido carácter más administrativo que político, esto debido a que los acontecimientos más ligados a su transformación o cambio eran de índole económica.
•	Primer gabinete de Ministros
| Cartera ministerial                          | Ministro designado        | Nuevo ministro               | Observaciones |
| -------------------------------------------- | ------------------------- | ---------------------------- | --- |
| Ministerio de Relaciones Exteriores          | José Antonio Barrenechea  | José Antonio Barrenechea     | Permanece en el Ministerio hasta la crisis ministerial en la que renuncian en conjunto: La Rosa, Velarde y Barrenechea |
| Ministerio de Guerra                         | Juan Francisco Balta      | Juan Francisco Balta         | Es nombrado Presidente del Consejo de Ministros, su permanencia en la cartera es bastante extensa.                     |
| Ministerio de Hacienda                       | Francisco García Calderón | Nicolás de Piérola y Villena | Piérola renuncia por cuatro meses para mantener la homogeneidad del gabinete posterior                                 |
| Ministerio de Gobierno                       | Pedro Gálvez              | Rafael Velarde               | Velarde asume el puesto ya que Manuel Ferreyros es encargado para otra función                                         |
| Ministerio de Justicia e Instrucción Pública | Luciano Benjamín Cisneros | Teodoro La Rosa              | El primer titular es depuesto por controversias con el Parlamento                                                      |

•	Segundo Gabinete de Ministros
| Cartera ministerial                          | Ministro designado           | Nuevo ministro     | Observaciones |
| -------------------------------------------- | ---------------------------- | ------------------ | --- |
| Ministerio de Relaciones exteriores          | Mariano Dorado               | José Jorge Loayza  | Este es el segundo grupo de Ministros, el que empieza a tener fracturas con el cese de funciones en 1871 de Mariano Dorado y Paz Soldán                                                    |
| Ministerio de Guerra                         | José Allende                 | Tomás Gutiérrez    | Aunque esta modificación se hace en vísperas del término del gobierno, en 1872, resulta relevante al ser esta designación la que daría entrada a Tomás Gutiérrez para llegar al Presidente |
| Ministerio de Hacienda                       | Nicolás de Piérola y Villena | Camilo Carrillo    | Piérola renuncia el 19 de julio de 1871 por las constantes confrontaciones surgidas con el Parlamento y el presidente                                                                      |
| Ministerio de Gobierno                       | Francisco de Paula Secada    | Manuel Santa María | Paula Secada cesa en sus funciones por su estado de salud |
| Ministerio de Justicia e Instrucción Pública | Mariano Felipe Paz Soldán    | José de Araníbar   | Mariano Paz Soldán renuncia al cargo en protesta a los hechos ocurridos el 20 de septiembre                                                                                                |

Tomás Gutiérrez fue nombrado ministro de Guerra en 1872, nombramiento que tuvo rechazo de la prensa y de un sector de los políticos. Este militar era cabeza del clan Gutiérrez, cuatro hermanos formados en la milicia, que tenían influjo en el ejército. Ellos propusieron a Balta que diera un golpe de Estado para desconocer el resultado de las elecciones de 1871-72, a lo que el presidente se negó. El 22 de julio de 1872 Balta fue arrestado y depuesto, iniciándose así la revuelta de los Gutiérrez.

#### Parlamento

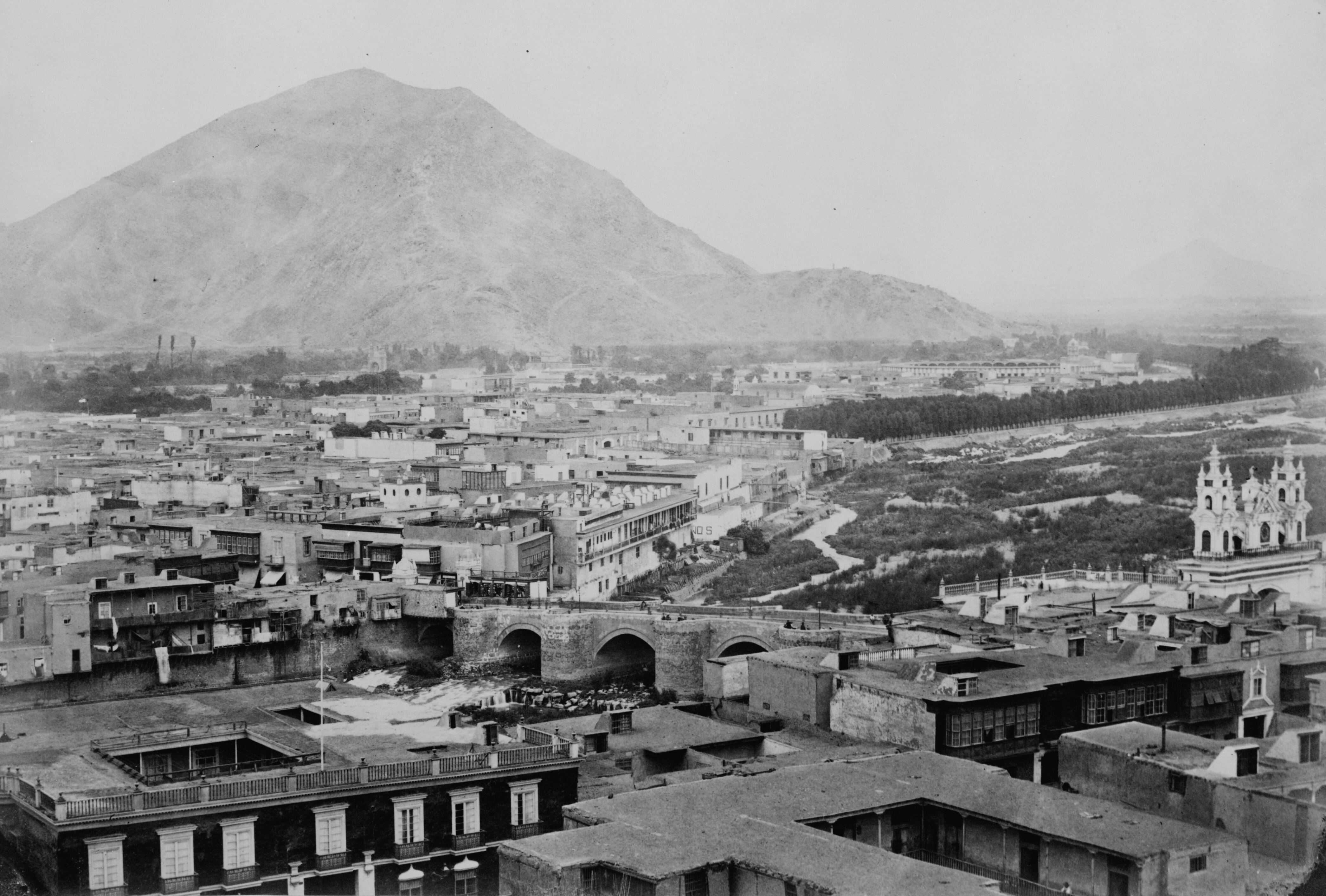
Vista de Lima, donde se distingue el Puente de Piedra sobre el río Rímac. Fotografía Courret, año 1868.

En el período de gobierno de José Balta, el Congreso estaba dividido en dos cámaras: la cámara de Senadores y la cámara de Diputados, que se regían bajo lo establecido por la Constitución Política de 1860. El número de senadores y diputados correspondía al tamaño de departamentos y el número que le correspondía al departamento se calculaba en función de las provincias, cada una de estas debía tener un diputado. Las leyes que disponían la proporcionalidad con la población no se dieron hasta 1876, fecha en que se hizo el censo. Mientras tanto, desde 1863 se estipulaba que solo dos provincias podían tener cuatro diputados: Lima y Jauja; Chota contaba con 3, mientras que otras trece contaban con dos.
Asimismo, en este gobierno empezó a haber continuidad en el desempeño de las funciones parlamentarias, que otras veces se habían visto interrumpidas por la aparición de Asambleas Constituyentes y por los cambios intempestivos de gobierno.
Hubo seis legislaturas ordinarias en ambas cámaras llevadas a cabo entre 1868 hasta 1878; de estas solo dos se llevaron a cabo durante el gobierno de Balta, debido a que los parlamentarios se reunían cada dos años el 28 de julio, periodos que se cambiaban dependiendo de lo acordado al cerrar la legislatura.
En cuanto a los grupos parlamentarios había muy poca conformación de estos durante los primeros años del gobierno de Balta, puesto que eran muy pequeños los dos grupos que siempre votaron juntos en la cámara de diputados, mientras que en el Senado eran pocos los senadores que votaron unidos sin conformar ningún grupo. Para 1870 esta situación cambia en la cámara de diputados a causa de fuerte polarización política surgida por el debate y la votación del Contrato Dreyfus, surgiendo una línea notoria entre oficialismo y oposición.

### Aprobación presidencial
José Balta contó desde un primer momento con la aprobación de gran parte de los militares, como también de periódicos influyentes como El Constitucional, El Nacional y El Comercio. Así, se puede ver que las editoriales de los mencionados diarios de fechas posteriores a la elección lo felicitaron por la “confianza que inspira la probidad de carácter” y lo veían como el inicio de una nueva era de la historia política de la nación.
Sin embargo, su aprobación decreció a medida que transcurrió el gobierno, si bien es cierto que no llegó a ser totalmente rechazado. Muchos sectores de la población, especialmente el afectado por el encarecimiento del costo de vida, se vio defraudado en sus expectativas. Asimismo, las renuncias continuas de los ministros denotaban la poca preparación del gobierno.

## Aspecto económico

### Contexto de crisis económica

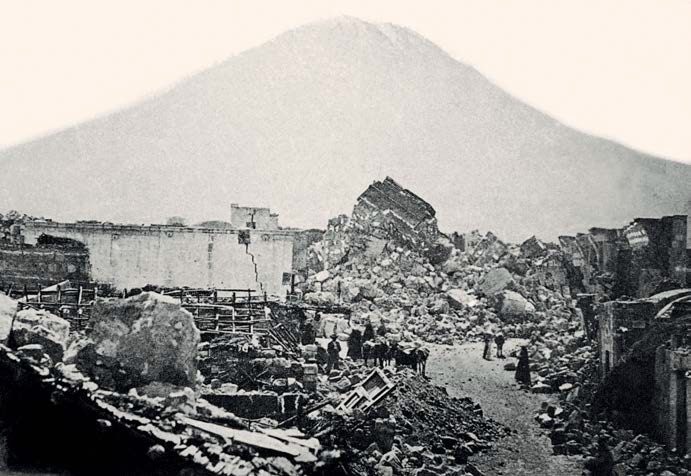
Fotografía de la época que muestra a un sector de la ciudad de Arequipa devastada por el terremoto de 1868.

A pocos días de iniciado el gobierno de Balta, el 13 de agosto de 1868, un terremoto de grandes proporciones asoló el territorio comprendido desde Samanco, en Áncash, hasta el extremo sur de la República, que por entonces llegaba hasta Tarapacá. La parte más afectada fue el sur peruano, con la destrucción de las ciudades de Moquegua, Arequipa, Tacna, Arica e Iquique. Arica, donde presumiblemente fue el epicentro del sismo, fue arrasada por un maremoto. Ese acontecimiento agravó la situación de crisis económica que ya se vivía en el Perú.
Posteriormente, el ministro de Hacienda, Francisco García Calderón, en el Informe que presentó a la Cámara de Diputados, el 18 de noviembre de 1868, señalaba que el déficit en el presupuesto para el siguiente bienio era de 18 953 000 soles más una enorme deuda en soles con los consignatarios. El ministro recomendaba que para atender al bienestar del porvenir se debía implementar una política de austeridad, planteando contrariamente cuatro salidas: un empréstito nacional, empréstitos extranjeros, venta de bonos reservados de 1865, y, adelantos sobre el guano.
El proyecto planteaba devolver los gastos realizados por los diferentes caudillos de 1865 a 1868 y controlar la nueva deuda consolidada, por la que los créditos reconocidos fueron los siguientes: la deuda de reparación, el empréstito nacional de 1864; deuda por suministros hechos de 1865 por el coronel Mariano Ignacio Prado y el general Pedro Diez Canseco; los vales emitidos en la misma época por el coronel José Balta, los emitidos por Bruno Bueno por cantidad de 80 500 soles y los emitidos en Áncash por el coronel Fernando Bieytes; los emitidos en Arequipa por el general Pedro Diez Canseco en 1867; los emitidos del Estado por sueldos y descuentos de guerra desde 1853 hasta 1869; y los suministros hechos al Ejército Constitucional en 1867.
| Año  | Monto del déficit   |
| 1868 | 18 953 000 soles    |
| 1869 | 17 225 884,50 soles |
| 1870 | 7 463 386,50 soles  |
| 1871 | No hubo presupuesto |
| 1872 | No hubo presupuesto |

Pero según Miriam Salas Olivari, “las cifras de déficit eran mucho menores de los que los ministros pronunciaban ante el Congreso para conseguir sus propósitos y más cuando el gasto lucía inflado”. La autora pone en evidencia una “supuesta crisis”. En su examen del presupuesto de egresos de 1869, Nicolás de Piérola señaló que el presupuesto no correspondía “a las necesidades reales de la Administración”.
Frente a la urgencia de resolver el problema del presupuesto, Balta y su gobierno plantearon otras medidas: En primer lugar, el aumento de la carga tributaria; en segundo lugar, llevar un estricto control de los bienes del Estado y, en tercer lugar, organizar mejor las entidades públicas, y en especial las encargadas de velar por las finanzas públicas. Para hacer efectivas esas decisiones, Balta usó de un decreto del 10 de diciembre de 1868, para crear al interior del Ministerio de Hacienda y Comercio tres direcciones: Administración, Rentas, Contabilidad y Crédito.
Además, con la esperanza de aumentar sus rentas públicas, se votó otras medidas como la Ley de Timbres el 11 de febrero de 1869.  Miriam Salas Olivari pone de realce a propósito de la confusión sobre el déficit: “curiosamente y en contradicción al estado de abundancia de capital, en el bienio 1871 y 1872 no hubo presupuesto; aunque ya la constante entre 1868 y 1879 fueron los déficits enormes”.

### Los empréstitos
Dado el crecimiento del gasto público, el Estado solía suscribir con los consignatarios del guano numerosos préstamos. El Perú recurrió al guano como garantía, lo que significó un aumento de los préstamos solicitados por el gobierno peruano a los consignatarios y la creación de una mayor dependencia del Estado, el gobierno, la política y de la sociedad peruana de los consignatarios. El Estado desde Lima seguía insistiendo en la crisis sobre la base de la amenaza creada de la extinción del guano y la necesidad de suscribir nuevos créditos para solucionar los problemas aparentes. El 24 de diciembre de 1868 el Congreso Peruano autorizó al presidente de la República para que celebrara un empréstito por 2 000 000 de soles. Opuesto al proyecto del empréstito, el ministro de Hacienda García Calderón renunció el 22 de diciembre.
El 5 de enero de 1869, José Nicolás de Piérola y Villena asumió como nuevo ministro de Hacienda, declarando que el país estaba en crisis y repitiendo la cifra de déficit dada por el ministro García Calderón, de 18 953 000 soles. Presentó como soluciones a esa crítica situación: el endeudamiento a través de la concertación de empréstitos, la venta de los bonos reservados de 1865 y un adelanto sobre el guano. Como señala Miriam Salas Olivari, “se votó un enorme gasto frente al ingreso previsto”.
| Año  | Monto del empréstito |
| ---- | -------------------- |
| 1868 | 10 440 000 soles     |
| 1869 | 9 762 500 soles      |
| 1870 | 59 600 000 soles     |
| 1871 | 75 000 000 soles     |
| 1872 | 8 400 000 soles      |

Nicolás de Piérola, hasta antes de ser ministro, había sido solo un desconocido joven, que había incursionado en el periodismo y egresado recientemente de la Facultad de Derecho. Para ganarse la vida se dedicaba al comercio de productos farmacéuticos importados.A partir de ese año de 1869, tendría una importante figuración en la política peruana, hasta finales del siglo.

### El contrato Dreyfus

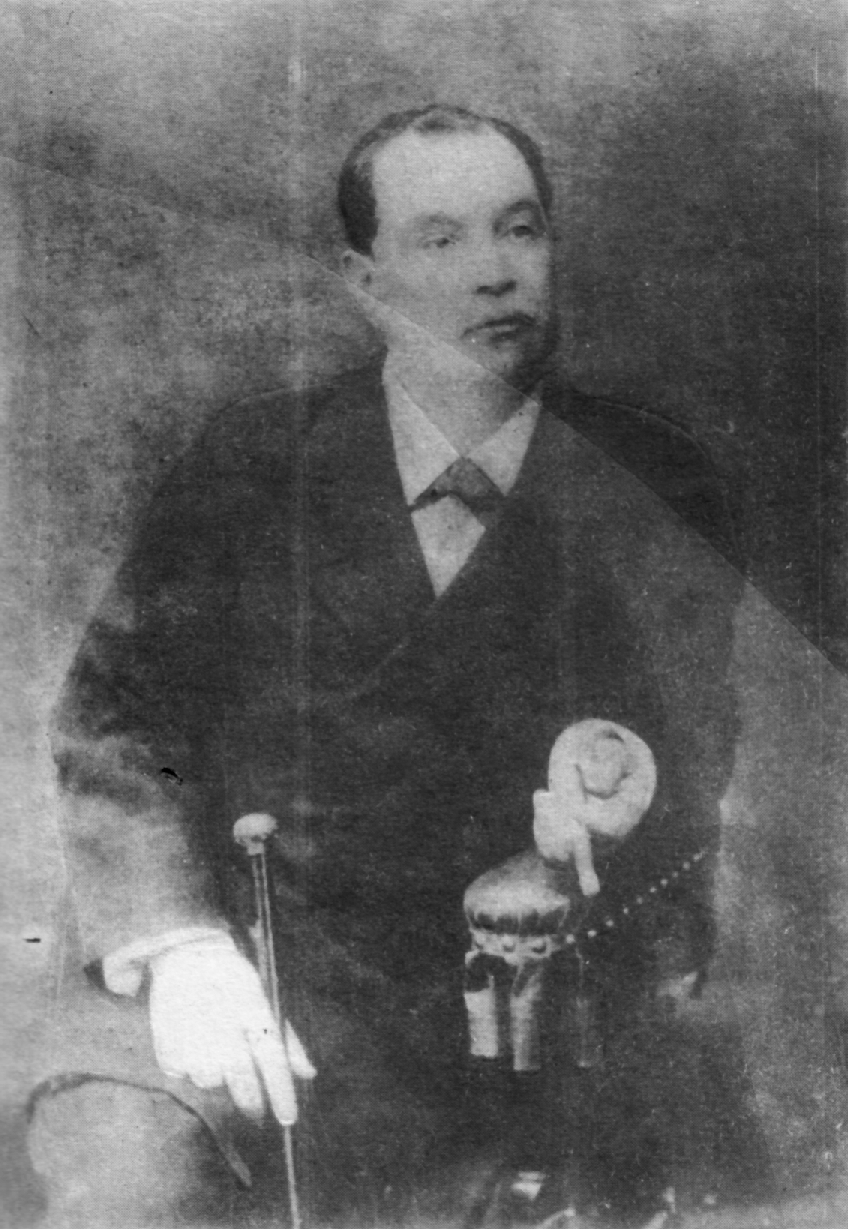
Auguste Dreyfus, titular de la Casa Dreyfus & Hnos.

En la opinión de Miriam Salas Olivari, “El abultamiento general del déficit sirvió para apoyar la posición del gobierno de Balta para cambiar el rumbo y pasar el manejo del guano de los consignatarios a Dreyfus”. Dicho contrato “normalizó la entrega por el Perú de 2 000 000 de toneladas de guano por un valor aproximado de 73 000 000 de soles al precio de 36,50 soles por tonelada”.
El reclamo de déficit y las autorizaciones recibidas del Congreso por el Ejecutivo permitieron la celebración del contrato Dreyfus. Esta autorización concedida por una ley de 25 de enero de 1869 dio origen al contrato. La intención de Piérola era la de reemplazar a los consignatarios nacionales por la empresa francesa como un medio de favorecer la inversión extranjera y reorientar la inversión nacional. El contrato con la casa Dreyfus se firmó en París el 5 de julio de 1869, fue aprobado por el Gobierno el 17 de agosto de 1869 y ratificado por el Parlamento el 11 de noviembre de 1870 por 63 votos a favor y 33 en contra. La ratificación se realizó pese al rechazo que desató entre los consignatarios nacionales y algunos extranjeros. 
En 1869, Dreyfus administró el negocio del guano y aportó los capitales necesarios para su explotación y venta. En compensación, recibió la exclusividad de venta en los mercados de Mauricio, Europa y sus colonias. Dreyfus pudo celebrar ese contrato gracias al apoyo de 60 000 000 francos de la Société Générale de París y el Banco Leiden “Premsel”.
El 19 de mayo de 1870, el gobierno celebró el contrato con la Casa Dreyfus por 59 600 000 soles. Mediante este contrato la casa extranjera se desempeñaría en estas cinco funciones: compradora del guano, agente financiero, contratista de empréstitos, depositaria de los fondos de obras públicas y “aseguradora” del servicio de la deuda externa.
El contrato Dreyfus y el crecimiento de las exportaciones del guano, así como los grandes empréstitos abrieron, entre 1860 y 1875, la vía al crecimiento de gran número de bancos. Diecisiete casas bancarias abrieron sus puertas: Nacional del Perú, Londres, México y Sudamérica, Crédito Hipotecario, entre otras.

### Obras públicas y ferrocarriles

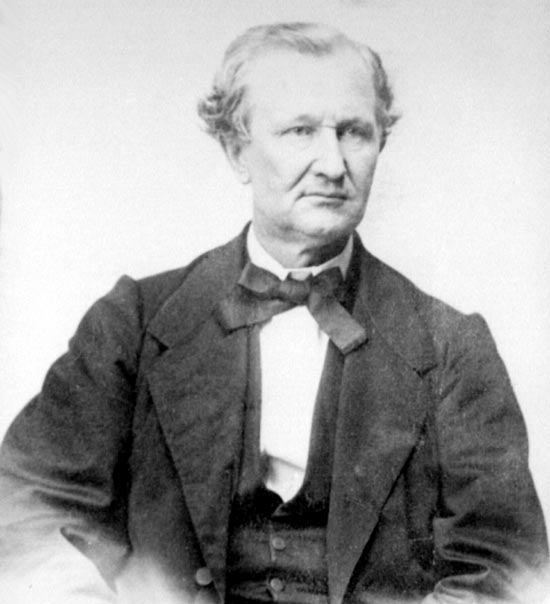
Henry Meiggs, ingeniero estadounidense que fue el constructor de los grandes ferrocarriles de penetración en el Perú, así como autor del plan para expandir el crecimiento urbano de Lima.

#### Obras públicas en provincias
De manera general, los empréstitos hechos a Dreyfus fueron utilizados como medio para llevar a cabo grandes obras como: irrigación de la costa peruana y construcción de carreteras. Asimismo, merced a ellos se inició la construcción de la Catedral de Tacna según planos del ingeniero francés Eiffel; se continuó la construcción del canal de Uchusuma en Tacna; se emprendió la reconstrucción de los territorios afectados por el sismo de 1868, se inició la expansión de las vías telegráficas a las capitales de los departamentos; se construyó la Catedral de San Marcos de Arica y la aduana de la misma ciudad; se dotó de agua potable a la ciudad de Pisco.
Se fundaron nuevas poblaciones: Ancón, al norte de Lima; el puerto de Salaverry, en la antigua Garita de Moche; el puerto de Mollendo, en la costa del departamento de Arequipa; la nueva ciudad de Moquegua en el lugar llamado Alto de Villa; y La Merced, en Chanchamayo. Cabe señalar que a partir de entonces se produjo el despegue de Ancón como balneario de moda, siendo elegida por el mismo presidente Balta como residencia de verano.

#### Obras públicas en Lima y Callao

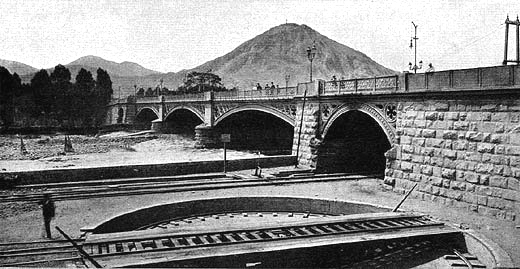
El Puente Balta o Puente Fierro, sobre el río Rímac.

- Se derribaron las antiguas murallas coloniales de Lima, para permitir que la ciudad se expandiera, especialmente hacia el sur, de acuerdo a un plan trazado por Henry Meiggs. El plan era urbanizar las zonas situadas entre Lima-Chorrillos y Lima-Callao, sueño que solo se haría realidad a partir de la década de 1920.[24]
- Se instalaron en Lima canales de desagüe profundos y cubiertos, en reemplazo de las acequias descubiertas.[25]
- Se construyó el Puente de Fierro o Puente Balta sobre el río Rímac, para unir el barrio del Rímac con el Cercado de Lima, que hasta hoy permanece en uso. Se trata de una estructura conformada por arcos de hierro fundido, cuya obra se encargó en Francia, para luego ser trasladada al Perú y armada sobre pilares de piedra.
- Se fundó el barrio de La Victoria (hoy distrito), en la huerta que fuera de propiedad de la familia Echenique, en el sureste de Lima.[25]
- Se inició la construcción del Muelle y Dársena del Callao.[26]
- Se construyó la carretera Lima-Callao y Lima-Huacho.[25]
- Se construyó el Hospital Dos de Mayo, con fondos provenientes de la Sociedad de Beneficencia Pública de Lima. Sería culminado en el gobierno siguiente e inaugurado en 1875.[27]

#### Los ferrocarriles de penetración
Pero sin duda, la obra más importante y costosa de Balta fue la construcción de los ferrocarriles de penetración de la costa a la sierra, así como otros longitudinales, vías de comunicación que entonces eran vistas como una importantísima herramienta del progreso pues permitían transportar rápidamente las riquezas explotadas así como la comunicación con las distintas regiones. 

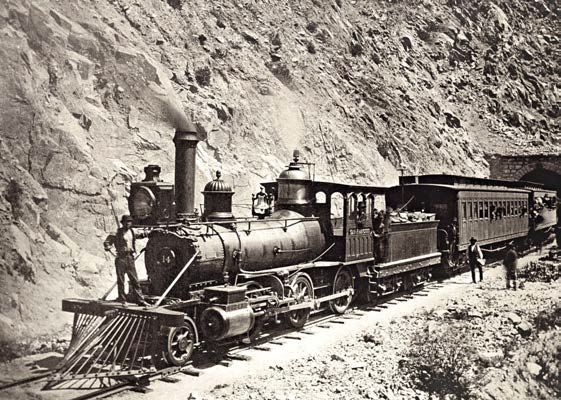
El ferrocarril central de Lima a La Oroya fue la mayor obra de ingeniería realizada en dicha época.

La construcción de las más importantes de estas vías férreas fue encomendada al ingeniero estadounidense Henry Meiggs, que ya había hecho anteriormente obras similares en Chile. Esta red ferrocarrilera se convirtió en uno de los principales legados del gobierno de Balta, pues si en el año 1861 el Perú contaba con una red ferrocarrilera de 90 kilómetros, en 1874 esta tenía 947 kilómetros.
Los ferrocarriles que se realizaron entonces, se culminaron o fueron iniciados fueron los siguientes:
1. El de Mollendo a Arequipa, iniciado en el tercer interinato de Pedro Díez Canseco. Fue inaugurado el 1 de enero de 1871.[29]
2. El de Lima a Ancón, que fue abierto al público en abril de 1870. Poco después, en el mismo año se inauguró la sección Ancón-Chancay. En el gobierno siguiente se continuaría la línea hasta Huacho.[30]
3. El de Lima a La Oroya, o Ferrocarril Central del Perú, fue un gigantesco proyecto de penetración a través de la cordillera, ideado por Meiggs. Se inició el 1 de enero de 1870; su primer tramo, entre Lima y San Bartolomé, de 76 km, fue entregado al tráfico el 15 de febrero de 1871. Sería continuado por sucesivos gobiernos hasta su culminación. Se trata de una colosal obra de ingeniería, que sube a una altura de 4.800 m. s. n. m. y en cuya construcción trabajaron unos 10 000 obreros, la mayoría coolíes o chinos, y el resto peruanos y chilenos.[31] Muchos de estos operarios murieron víctimas de las enfermedades endémicas, como la verruga, llamada también enfermedad de Carrión y promovieron incidentes de carácter laboral.[32]
4. El de Arequipa a Puno, iniciado en 1870, se terminaría en 1874.[33]
5. El de Juliaca a Cuzco, iniciado en 1872, pero suspendido en 1875.[34]
6. El de Ilo a Moquegua, iniciado en 1871 y concluido en 1873. Destruido por los chilenos durante la guerra del Pacífico, sería reconstruido en 1907.[34]
7. El de Pisco a Ica, inaugurado en 1871.[30]
8. El de Salaverry a Trujillo.[35]

## Aspecto social

### Aspecto económico social
La burguesía conformada en gran parte por limeños debía su desarrollo a la riqueza generada por el comercio guanero, cuando ella se hallaba directamente vinculada a la explotación del mismo. Esta situación cambió cuando la preferencia del gobierno se orientó hacia las casas comerciales extranjeras. El contrato Dreyfus representó el fin del sistema de consignaciones que había permitido a la burguesía un nivel mucho más elevado de riqueza que sus pares latinoamericanos. Aunque fue trascendental el contrato no significó una desaparición de la misma puesto que había surgido una nueva clase social y esta tenía alternativas de desarrollo aparte del guano. Esta nueva clase social estaba conformada por el sector bancario y dedicaba sus esfuerzos a la extracción y exportación de nitrato. Además la explotación del guano generó la expansión de la agricultura de exportación y el aumento de construcción ferroviarias.
Es decir, generó una pequeña clase burguesa dedicada al rubro bancario, la exportación y producción de lana y algodón; y la explotación de nitrato. Se caracterizaba por ser de tez blanca en su mayoría, de lengua española, educada y con cultura similar a la europea.
No obstante, a diferencia de los países europeos, en Lima no existía aristocracia ni proletariado, lo que tuvo dos consecuencias: ningún espacio era restringido a la burguesía y no había organizaciones sindicales, por ende huelgas, sino revueltas y rebeliones. El poder de la clase empobrecida radicaba en su número y en la violencia que empleara. Las áreas más pobres se hallaban en las regiones económicas que no habían podido salir de los sistemas coloniales de explotación, al estar incomunicadas con el resto del país.

### Aspectos legales
Durante este periodo, se llevaron a cabo algunas reformas legales y se expidieron leyes de gran importancia de parte del Congreso. Además del conjunto de leyes dadas para la construcción de los ferrocarriles y las que daban apertura al contrato Dreyfus, se pueden mencionar los siguientes decretos y leyes: 
- El decreto que dispuso la reivindicación de militares removidos de sus cargos por razones políticas durante el segundo gobierno de Castilla; y otro decreto que demostraba la gratitud del país a los héroes del Dos de Mayo.[37]
- La ley de responsabilidad de los funcionarios públicos, que establecía un procedimiento supuesto ya dispuesto en la Constitución pero no regulado con especificidad.
- La resolución para permitir la construcción de cementerios para no católicos[38] y el reglamento de regulares que normaba la reforma de los conventos.
- La autorización al Poder Ejecutivo, por ley del 14 de noviembre de 1868, para la celebración de un contrato con la Compañía Nacional Telegráfica, con el fin de que se tendieran líneas telegráficas entre Lima y las capitales de los departamentos.[39] Hasta entonces, dicho servicio, implantado en 1865, solo se daba entre Lima y Callao.
- Se elevó a la categoría de departamento a Loreto mediante ley dada el 21 de septiembre de 1868, ratificándose así un decreto dado por la dictadura de Prado el 7 de febrero de 1866.[22]
- Se creó la provincia litoral de Tarapacá, en el extremo sur del país, que entonces colindaba con Bolivia.

### Aspectos culturales
Uno de los grandes acontecimientos del periodo de Balta fue la construcción del Palacio de la Exposición, donde se realizó la primera  Gran Exposición Nacional de 1872, evento realizado con el propósito de mostrar el grado del progreso material al que había llegado el Perú. Su construcción inició en enero de 1870 y culminó en julio de 1872. Ubicado a las afueras de Lima, era un conjunto de edificios de distintos estilos, el principal de los cuales era el llamado Palacio, rodeado de vistosos jardines. Allí se expuso el reloj de Pedro Ruiz Gallo, eminente artista e inventor; momias de Cajatambo y Ayacucho; pinturas sobre el pasado colonial e incaico; piezas arqueológicas como la estela de Raimondi.

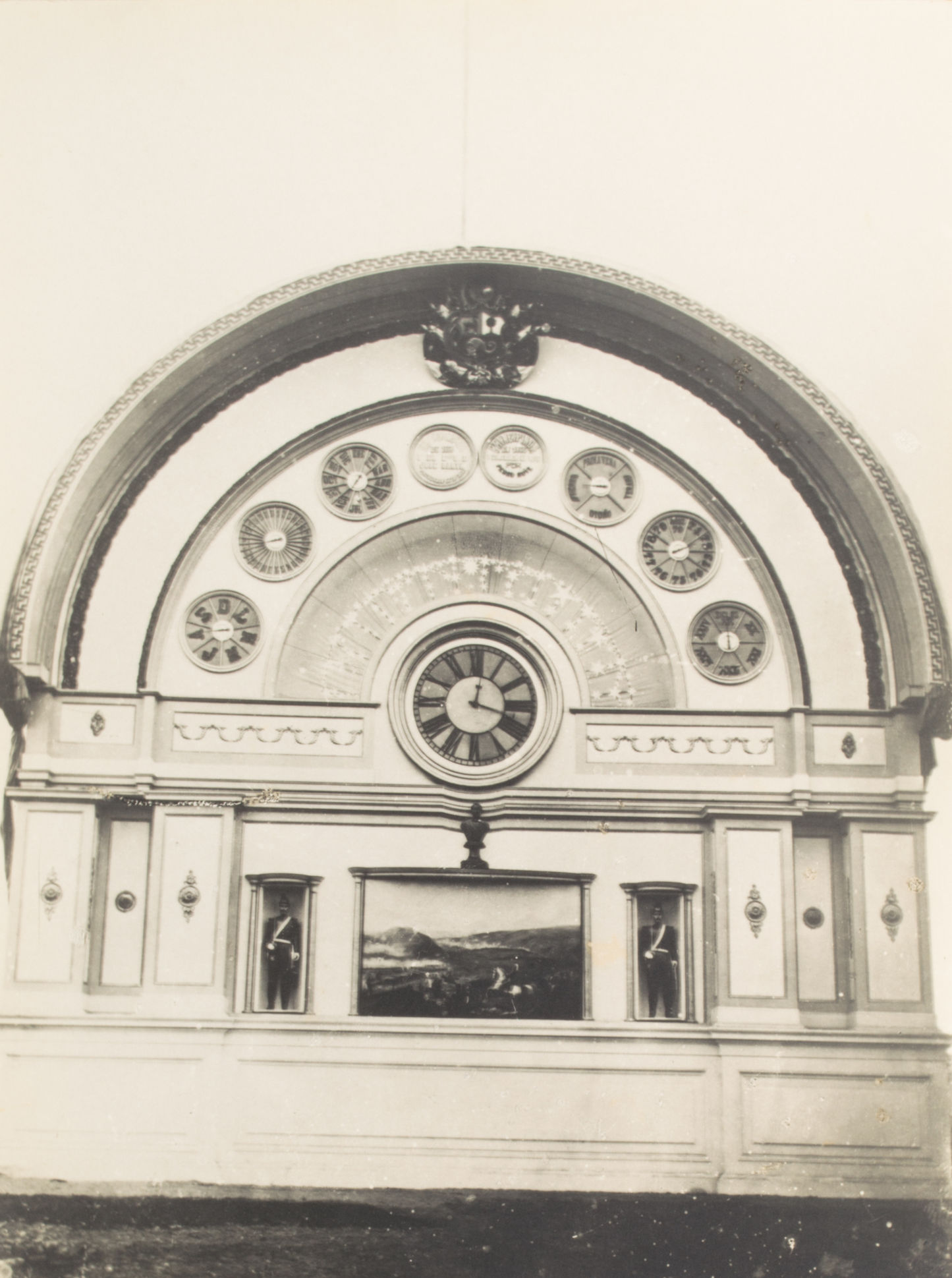
Foto tomada por el fotógrafo francés Eugenio Courret al reloj de Pedro Ruiz Gallo, expuesto en los Jardines de la Exposición.

El reloj de Pedro Ruiz Gallo era un aparato muy ingenioso y causó gran admiración entre los limeños: señalaba las horas, los minutos, los segundos, las semanas, los años, los siglos, las fases de luna; a las cinco de la mañana izaba el pabellón, y a las cinco de la tarde lo arriaba; tocaba el himno nacional; mostraba a horas determinadas diversos cuadros que representaban hechos cruciales de la historia peruana. Los chilenos, durante la guerra de Pacífico, lo desarmaron y se lo llevaron a su país como botín de guerra, aunque nunca consiguieron ponerlo en funcionamiento, pues algunas piezas importantes fueron retiradas por Ruiz Gallo antes de consumarse el pillaje.
Se debe también resaltar que en la época de Balta se promovieron la exhibición de espectáculos tales como la zarzuela y la ópera. Asimismo, un espectáculo muy popular pasó a ser la carrera de caballos, distracción traída durante esta época por un grupo de comerciantes ingleses afincados en el Perú.

### Aspectos educacionales
Los planes de estudio de la educación media fueron implementados con clases magistrales de Derecho y Medicina, práctica que se mantuvo hasta 1872, cuando se procuró separar los cursos de la secundaria de los cursos llevados en las facultades universitarias. De similar forma, en las universidades se separó de los planes de estudios las materias de la educación media.
Asimismo, las políticas públicas implementadas disponían costos módicos a pagar por los cuatro últimos años de instrucción media. La instrucción primaria y el primer año de la media eran de carácter gratuito.
Con dichas bases, se pusieron en funcionamiento diversos colegios en provincias. En Amazonas comenzó a funcionar el Colegio San Juan de Chachapoyas; en Áncash surgió el Colegio Dos de Mayo de Caraz, a partir de un colegio privado; en el Callao se dispuso el establecimiento del Colegio Dos de Mayo para instrucción media completa; en Huancavelica fue erigido un colegio para niñas; en Junín surgió el Colegio Nacional de San José; en Lambayeque se estableció un colegio idéntico al de San José de Chiclayo; en La Libertad se fundó el Colegio de la Virgen de la Puerta, de educación secundaria; etc.
En adición, el gobierno se preocupó por la Escuela de Artes y Oficios de Lima. Lo puso bajo la dependencia del ministerio de Instrucción, le dio un nuevo reglamento, y nombró como su director al general Manuel de Mendiburu, que realizó una labor encomiable. La escuela tenía talleres de herrería, fundición, calderería, mecánica, carpintería y otros más.

## Aspecto internacional

### Ampliación de las relaciones internacionales

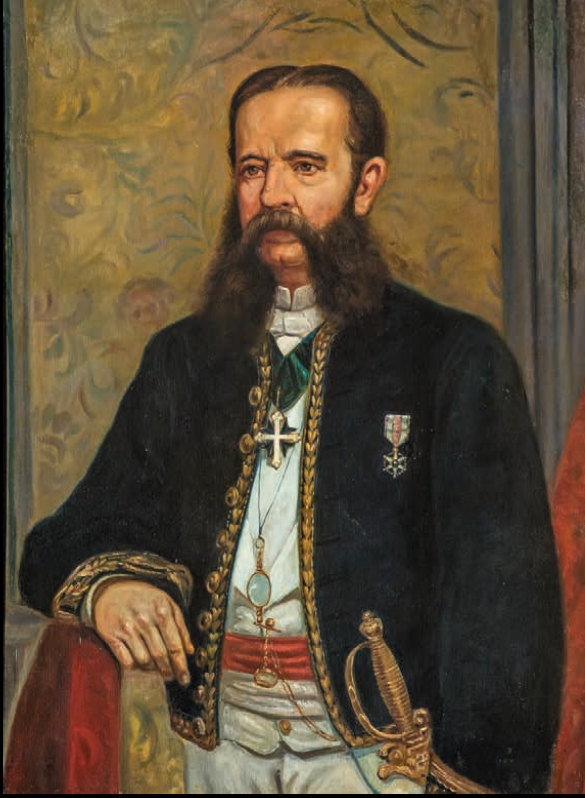
José Antonio Barrenechea, ministro de Relaciones Exteriores del gobierno de Balta.

Para José Balta, a la paz interna debía seguir una activa política de acercamiento diplomático con las repúblicas americanas y los países de Europa. Una acertada gestión internacional era indispensable para atraer capitales extranjeros que sirvieran en la explotación de las riquezas peruanas. Se celebraron, con ese propósito, diversos tratados de Comercio, Navegación, Amistad, Convenciones Consulares y Postales y otros pactos internacionales que legitimaron en materia de relaciones internacionales al Perú.
Como los demás países del continente, el gobierno expidió dos decretos, reconociendo, primero el estado de beligerancia y después la independencia de la República de Cuba, fechados respectivamente el 13 de mayo y el 13 de agosto de 1869; ambos decretos fueron refrendados por el ministro de Relaciones Exteriores José Antonio Barrenechea.
Muchos voluntarios peruanos, como Leoncio Prado y su hermano Grocio Prado (hijos del expresidente Mariano Ignacio Prado), viajaron a luchar por la independencia cubana, aunque por entonces esta no pudo concretarse.
Además, el Perú concurrió a la conferencia de Washington, para el arreglo de la cuestión española. Como fruto de las discusiones, se firmó un armisticio el 11 de abril de 1871, sin llegarse a pactar la paz, por la negativa del representante español a reconocer el pago de las indemnizaciones reclamadas por Chile a causa del bombardeo de Valparaíso. 
Con el reino de Italia, Colombia, Estados Unidos de América, la Monarquía Austro-Húngara, Portugal, Bolivia y El Salvador se celebran tratados de Amistad, Comercio y Navegación. Con Chile, Ecuador y Brasil se pactaron convenciones consulares y postales. Se acreditaron representaciones en las Cortes de Francia, Alemania, Austria y Portugal. Se recibió en Lima, al primer delegado de la Santa Sede y el Perú aseguró y afirmó su posición internacional en el concierto de las demás naciones.

### Previsión de la guerra con Chile
Según G. Arosemena, hubo una “preocupación de Balta para que el Perú no fuera víctima de nuevas agresiones como aquellas pasadas en que para su defensa desenvainó la espada con inmarcesible honor, inquietud que le hizo intuir el espíritu hostil de Chile”. Esto se derivaba de un estado de rivalidad económica por el salitre peruano que abundaba en la zona Tarapacá. 

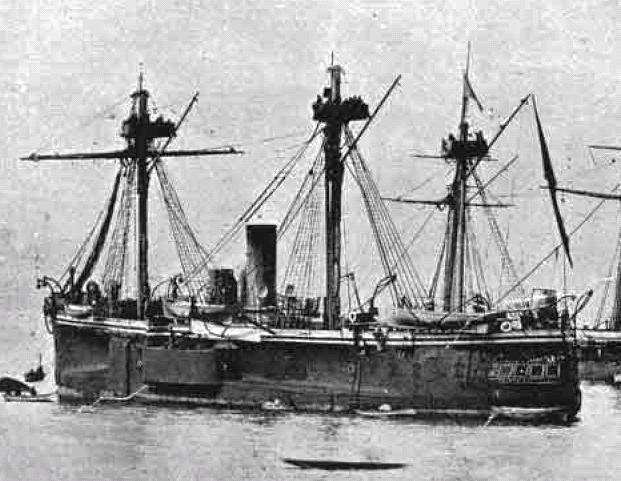
Balta inició la gestión para la compra en Inglaterra de dos fragatas blindadas, enterado de que Chile había hecho lo mismo. Pero su sucesor Manuel Pardo abandonó el proyecto. En la imagen, el blindado chileno Almirante Cochrane.

Chile tenía concertado con el Perú un tratado de alianza desde la guerra con España. El pacto se robusteció después, en 1867, con la declaración conjunta del Perú, Chile y Bolivia de proscribir la guerra entre las tres Repúblicas como medio de resolver sus diferencias. 
Pero en el 7 de enero de 1868, el gobierno de Chile obtuvo en Londres, en virtud de un pacto con España, la salida de las naves de guerra de ambos países que se encontraban detenidas en el Támesis, por el gobierno inglés, a causa del conflicto de 1866. El gobierno peruano, extraño a la gestión chilena, elevó su protesta por ese convenio celebrado sin su conocimiento e intervención, que estimaba contradictorio con la alianza vigente entre los dos países, y que evidentemente perjudica al Perú por no incluirse en el arreglo a las naves peruanas detenidas en aguas de Inglaterra y de Estados Unidos, desde que se iniciara la guerra con España. Las protestas de la legación peruana en Londres ante el gobierno británico agudizaron las relaciones. 
Para contrarrestar el evidente peligro que el armamentismo naval chileno entrañaba para el Perú, Balta decidió adquirir en Europa dos buques acorazados, que permitieran a la armada peruana neutralizar a la flota chilena y superarla. Se iniciaron las gestiones al respecto, pero estas a la larga no prosperaron, debido a la mala situación económica. El siguiente gobierno del civilista Manuel Pardo decidió finalmente anular la operación, e hizo aún algo peor, abandonó el mantenimiento y modernización de la Marina de Guerra y del Ejército, siguiendo su ideología antimilitarista. Esto se ha considerado como el punto de quiebre que dejó al Perú desarmado y expuesto a la agresión chilena, decidiendo así su derrota en la guerra del Pacífico de 1879.

### Incidente con Bolivia

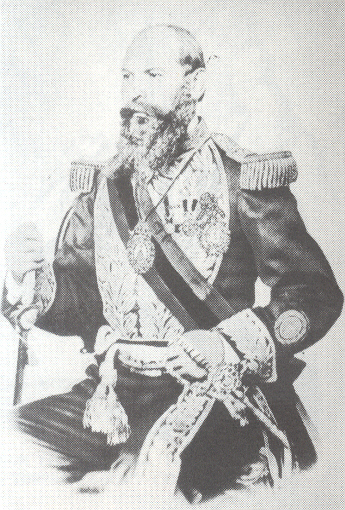
Mariano Melgarejo, presidente boliviano enemigo del Perú y amigo de Chile.

Un incidente ocurrió con Bolivia, cuando el general boliviano Leonardo Antezana, persiguiendo a los opositores del gobierno del presidente de su país, Mariano Melgarejo, invadió territorio peruano, cometiendo a su paso delitos de incendio y homicidio, especialmente en la provincia de Huancané.
Este incidente estuvo a punto de desatar un conflicto entre Perú y Bolivia. Tropas peruanas fueron enviadas rápidamente a la zona. Pero el asunto no fue a más, pues Balta lo solucionó pacífica y  satisfactoriamente, demostrando tino y sagacidad. Al respecto, escribió cartas al presidente Melgarejo, exponiéndole la situación. Melgarejo desaprobó entonces los actos de Antezana y lo destituyó, otorgando al Perú las más amplias satisfacciones y una indemnización por los daños ocasionados, a través de un tratado firmado el 10 de julio de 1870.

## Final del gobierno de Balta

### Elecciones de 1872

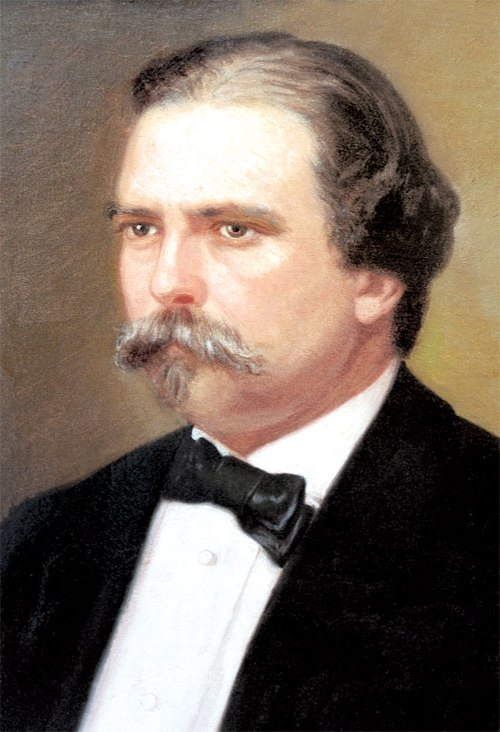
El candidato civil a la presidencia en 1871, Manuel Pardo y Lavalle.

Juan Francisco Balta, hermano del Presidente, fue requerido por los grupos políticos para presentarse en las elecciones de 1872. Sin embargo, la propuesta fue rechazada por Balta, y más tarde por su mismo hermano. Aparecieron entonces como candidatos: Manuel Pardo y Lavalle, entonces alcalde de Lima y exministro de Hacienda de la dictadura de Prado; José Rufino Echenique, expresidente de la República y general veterano; y nuevamente Manuel Toribio Ureta. 
El 1 de julio de 1871 se convocaron a elecciones para formar los colegios electorales. La pugna electoral fue encarnizada. Se acusó de apoyo oficialista a la candidatura de Echenique. El gobierno, para desmentir dicha acusación y limpiar su imagen, convocó comisiones de veedores del proceso para que ratificaran que el proceso se llevaba a cabo de manera idónea. Pero Pardo, como candidato de la Sociedad Independencia Electoral (conocido después como el Partido Civil o civilista), era el que gozaba de más apoyo de la ciudadanía, tal como quedó patente en la masiva concentración o mitin  convocado en la plaza de Acho, el 6 de agosto de 1871.
En las elecciones de los Colegios Electorales del 15 de octubre de 1871, los electores civilistas obtuvieron la mayoría. Lo que obligó al candidato Ureta a declinar su postulación. Balta decidió entonces auspiciar una candidatura de conciliación nacional en la persona del jurista Antonio Arenas, viéndose Echenique obligado a renunciar para ceder espacio al nuevo candidato. Pero ya era demasiado tarde. Tras una campaña arrolladora, Pardo se alzó con el triunfo. El cambio de mando debía darse el 2 de agosto de 1872, el día exacto en que culminaba el mandato de Balta.

### El golpe de Estado de los Gutiérrez

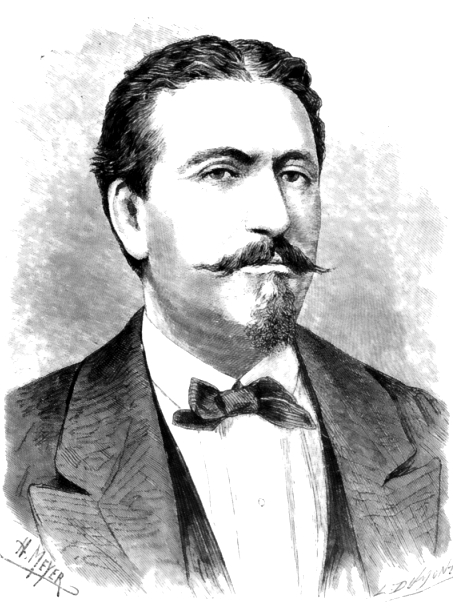
El coronel, Tomás Gutiérrez.

El 22 de julio, faltando pocos días para la transmisión de mando, personajes reacios a aceptar el triunfo de Pardo, entre ellos los hermanos Gutiérrez (Tomás Gutiérrez—entonces ministro de Guerra—, Marcelino Gutiérrez, Silvestre Gutiérrez y Marceliano Gutiérrez, todos ellos con mandos de tropas en Lima), instaron al presidente a no realizar el cambio de mando y a implantar la dictadura. Dichos militares temían que con el ascenso de los civilistas, perderían sus privilegios que hasta entonces habían gozado.
José Balta, que al principio pareció que estaba de acuerdo con la propuesta de Tomás Gutiérrez, luego se negó rotundamente a quebrar el orden constitucional. Esto habría decidido a Tomás a apresurar el golpe de Estado. A las dos de la tarde del mismo día, a la cabeza de su tropa, Silvestre Gutiérrez irrumpió en Palacio y capturó al presidente Balta, que fue  conducido al cuartel de San Francisco, donde quedó encarcelado. Silvestre se reunió en la Plaza de Armas con su hermano Marceliano, que estaba al mando de sus tropas, y ambos declararon Jefe Supremo a Tomás Gutiérrez.
El parlamento, enterado de los hechos, protestó y rechazó a la dictadura. La tropa rebelde irrumpió en el recinto legislativo y expulsó a los parlamentarios a culatazos. La población se indignó igualmente del manifiesto dado por los ejecutores del golpe de Estado, que justificaban su proceder por “haberse falseado el principio electoral” “bajo la tortuosa política de José Balta”. Incluso, varios sectores del Ejército no aceptaron el mandato de los Gutiérrez, ofreciendo resistencia. Tampoco la Marina de Guerra prestó apoyo a los rebeldes, por influencia de Miguel Grau Seminario y Aurelio García y García, los dos marinos más sobresalientes de la época.

### Asesinato de Balta

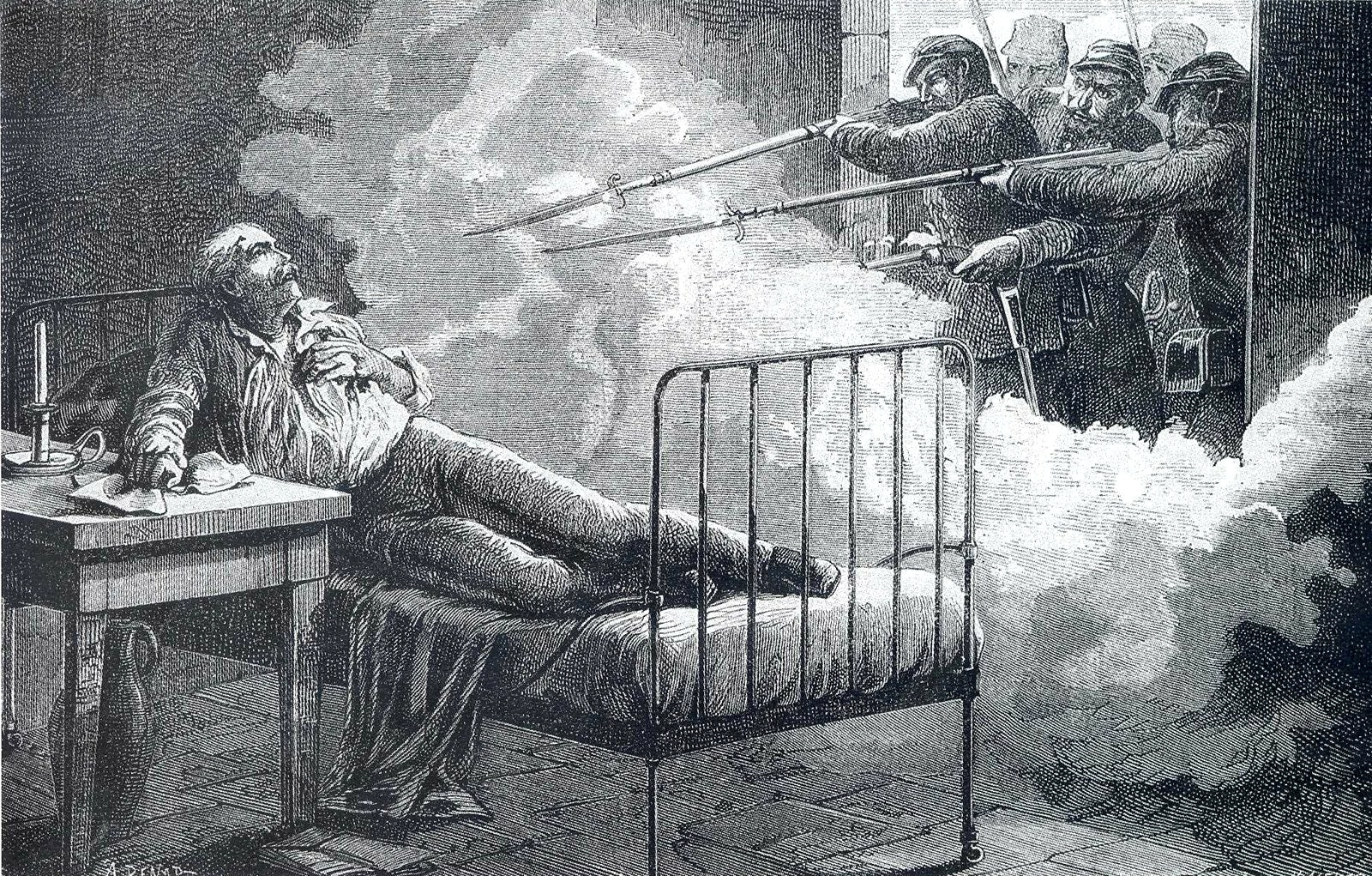
Asesinato de José Balta, según un grabado de la época.

El día 25 de julio, los Gutiérrez se dieron cuenta de que su revolución había fracasado y optaron por recabar por la fuerza el dinero de algunos bancos y el de la Casa de la Moneda. El 26 de julio, hubo un clima de gran excitación popular. El descontento popular era manifiesto, lo que se hizo perceptible cuando fue asesinado Silvestre por una turba amotinada en la estación ferroviaria San Juan de Dios, situada en lo que hoy es la Plaza San Martín. 
Se dice que la muerte de su hermano hizo que Marceliano, que actuaba de carcelero de Balta, ordenara el asesinato de este como represalia. Los ejecutores del crimen fueron Narciso Najár, Juan Patiño y Laureano Espinoza, quienes dispararon a Balta cuando reposaba en su lecho.
La noticia de la muerte del presidente causó tremenda conmoción entre la población limeña, que no descansó hasta hacer justicia con sus manos. Tomás Gutiérrez, que se refugió en una botica del jirón de la Unión, fue capturado y linchado, siendo su cadáver arrastrado y mutilado, víctima de la furia popular. Por su parte, Marceliano Gutiérrez fue acorralado en el Callao y murió combatiendo. Los cadáveres de Silvestre y Tomás fueron colgados desnudos en las torres de la Catedral; luego fueron arrojados a una hoguera encendida en el atrio del mismo edificio, sumándose horas después el cadáver de Marceliano, traído a rastras luego de ser desenterrado del cementerio del Callao. Solo logró escapar Marcelino Gutiérrez, que se regresó a su tierra de Majes a dedicarse a la agricultura.